# ATP-toernooi van Tasjkent
Het ATP-toernooi van Tasjkent was een tennistoernooi voor mannen dat tussen 1997 en 2002  op de ATP-kalender stond. Het werd gehouden in de Oezbeekse hoofdstad Tasjkent. Sinds 2008 wordt in Tasjkent een challengertoernooi georganiseerd, de Tashkent Challenger.

## Finales

### Enkelspel
| Jaar | Winnaar            | Runner-up          | Score       |
| ---- | ------------------ | ------------------ | ----------- |
| 1997 | Tim Henman         | Marc Rosset        | 7-6, 6-4    |
| 1998 | Tim Henman         | Jevgeni Kafelnikov | 7-5, 6-4    |
| 1999 | Nicolas Kiefer     | George Bastl       | 6-4, 6-2    |
| 2000 | Marat Safin        | Davide Sanguinetti | 6-3, 6-4    |
| 2001 | Marat Safin        | Jevgeni Kafelnikov | 6-2, 6-2    |
| 2002 | Jevgeni Kafelnikov | Vladimir Voltsjkov | 7-6(6), 7-5 |

### Dubbelspel
| Jaar | Winnaar                               | Runner-up                      | Score             |
| ---- | ------------------------------------- | ------------------------------ | ----------------- |
| 1997 | Vincenzo Santopadre Vince Spadea      | Hicham Arazi Eyal Ran          | 6-4, 6-7, 6-0     |
| 1998 | Stefano Pescosolido Laurence Tieleman | Kenneth Carlsen Sjeng Schalken | 7-5, 4-6, 7-5     |
| 1999 | Oleg Ogorodov Marc Rosset             | Mark Keil Lorenzo Manta        | 7-6, 7-6          |
| 2000 | Justin Gimelstob Scott Humphries      | Marius Barnard Robbie Koenig   | 6-3, 6-2          |
| 2001 | Julien Boutter Dominik Hrbatý         | Marius Barnard Jim Thomas      | 6-4, 3-6, [13-11] |
| 2002 | David Adams Robbie Koenig             | Raemon Sluiter Martin Verkerk  | 6-2, 7-5          |

1997 · 1998 · 1999 · 2000 · 2001 · 2002
ITF-toernooien (mannen en vrouwen)

ATP-toernooien (mannen) – ATP-seizoen 2025

WTA-toernooien (vrouwen) – WTA-seizoen 2025

Voormalige toernooien mannen
Voormalige toernooien vrouwen
Voormalige amateurtoernooien